# 國家經濟成就展

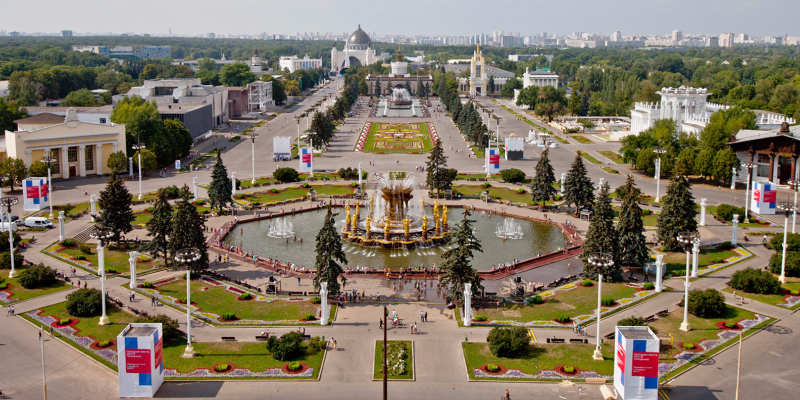
鳥瞰圖

55°49′47″N 37°37′56″E / 55.82972°N 37.63222°E
國家經濟成就展（俄语：Выставка достижений народного хозяйства，簡稱）是俄罗斯首都莫斯科的一个展销中心及游乐园，苏联时期是該國對外窗口與旅遊地之一，用于展览苏联各项科技成就以及各加盟共和国风采文化，并可召开学术研讨会议，如今展馆改造后以市场的形式对外出租。现为国际展览业协会成员。展览中心门前有雕塑群，造型写实。

## 歷史
1935年开始建设，1939年对外开放，称「全联盟农业展览馆」（俄语：Всесоюзная Сельско-Хозяйственная Выставка，簡稱）。1941年因苏德战争爆发暂停。1948年开始重新改造，1954年复开，1959年6月后称「苏联国民经济成就展」（俄语：Вы́ставка достиже́ний наро́дного хозя́йства СССР，簡稱）。

### 蘇聯時代的館

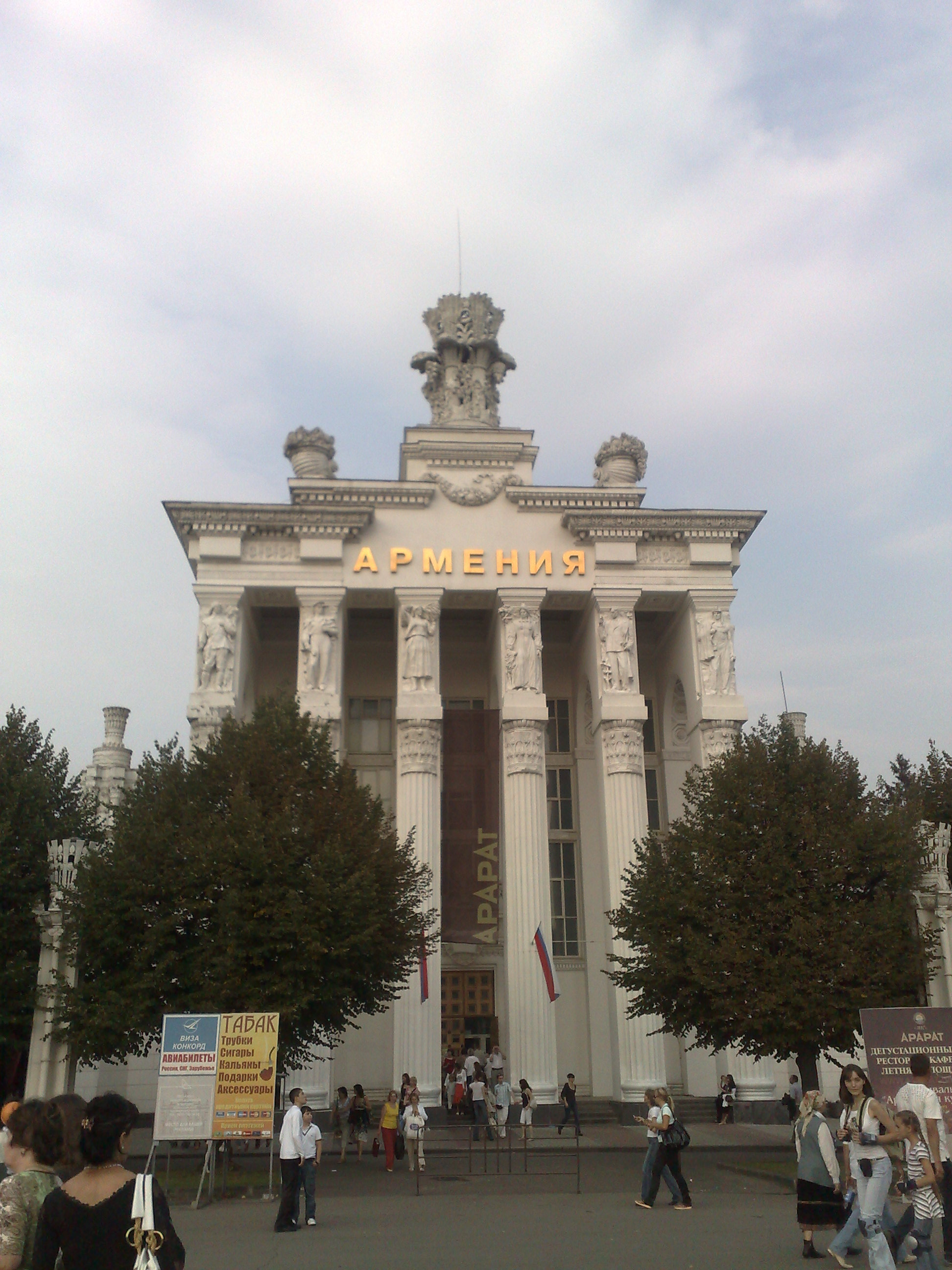
亚美尼亚馆
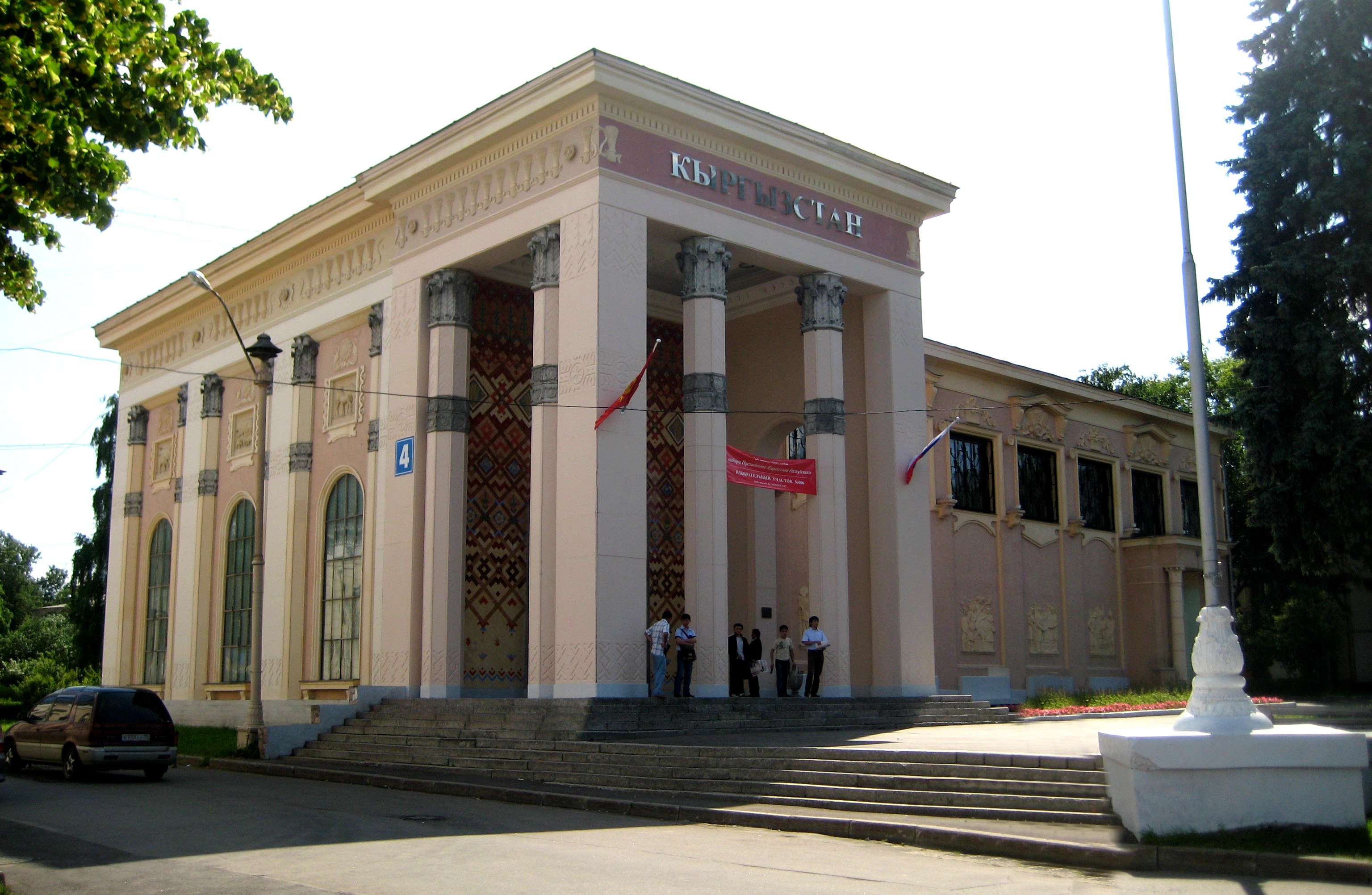
吉尔吉斯馆
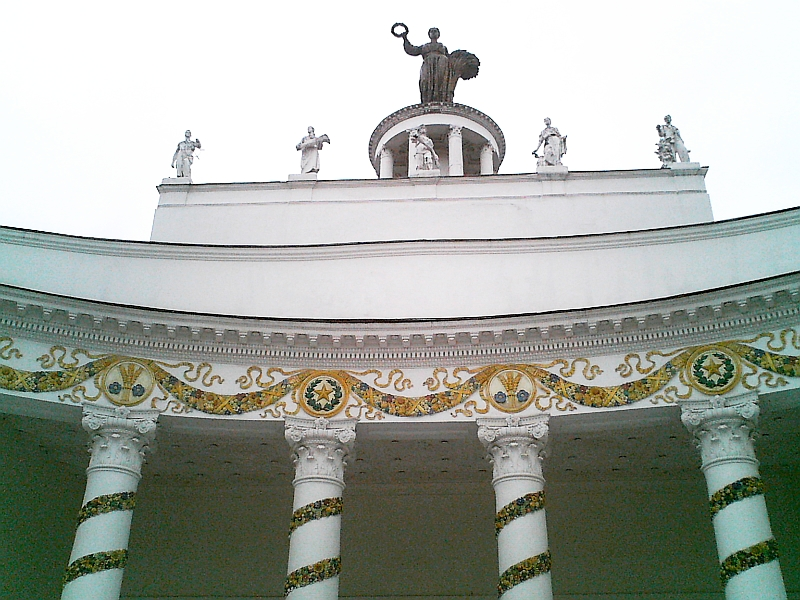
白俄罗斯馆
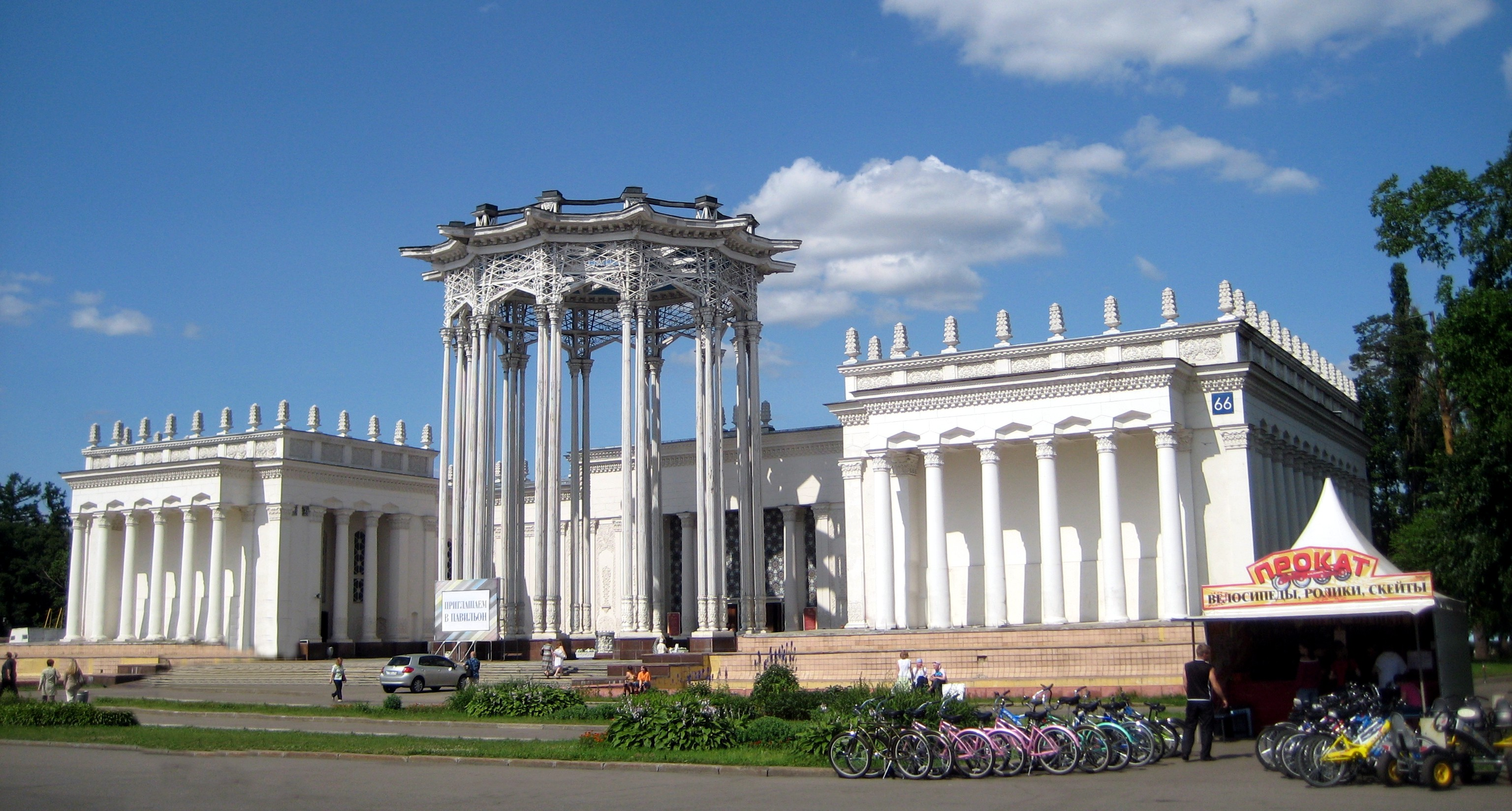
乌兹别克馆
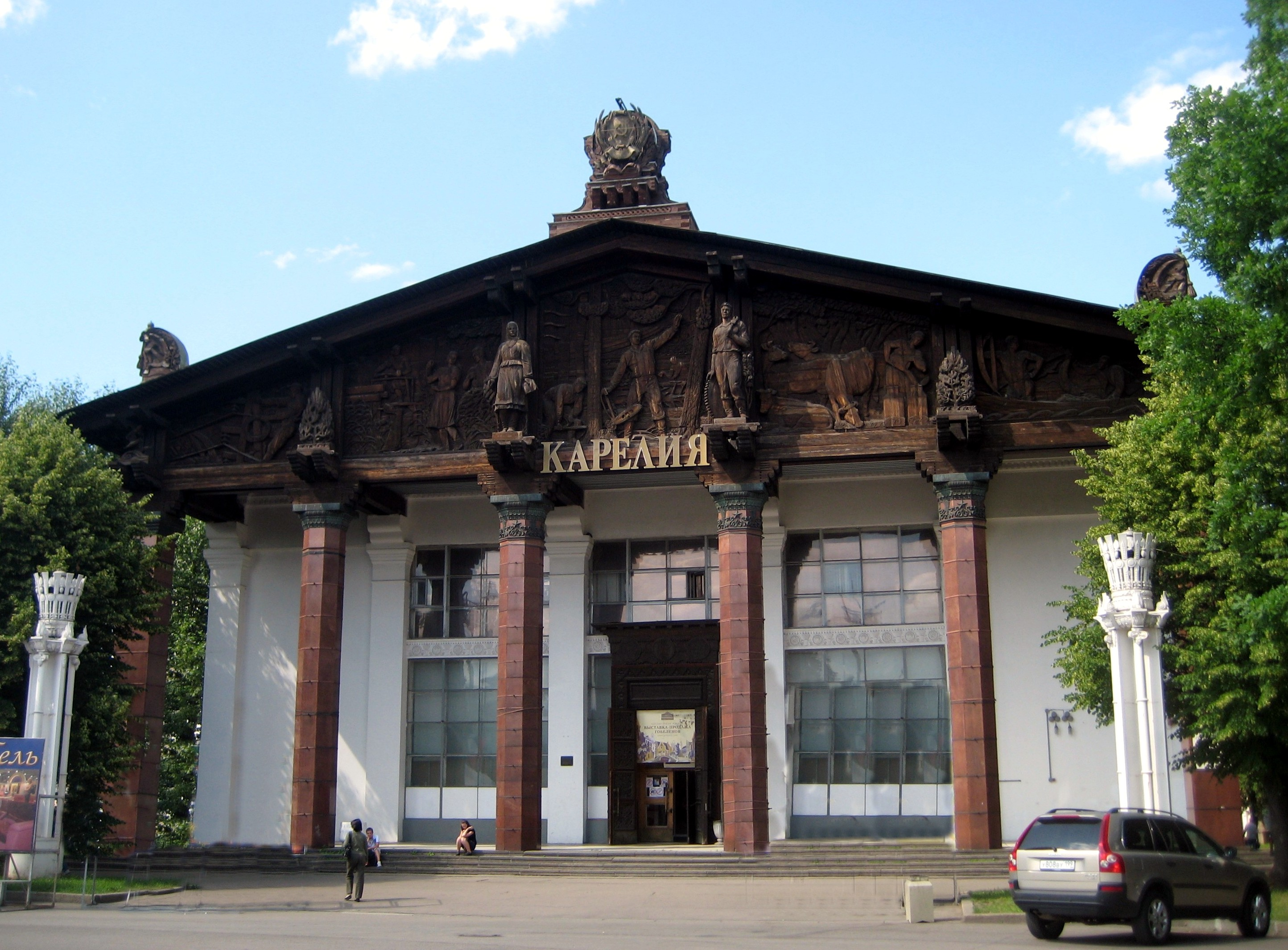
卡累利阿馆
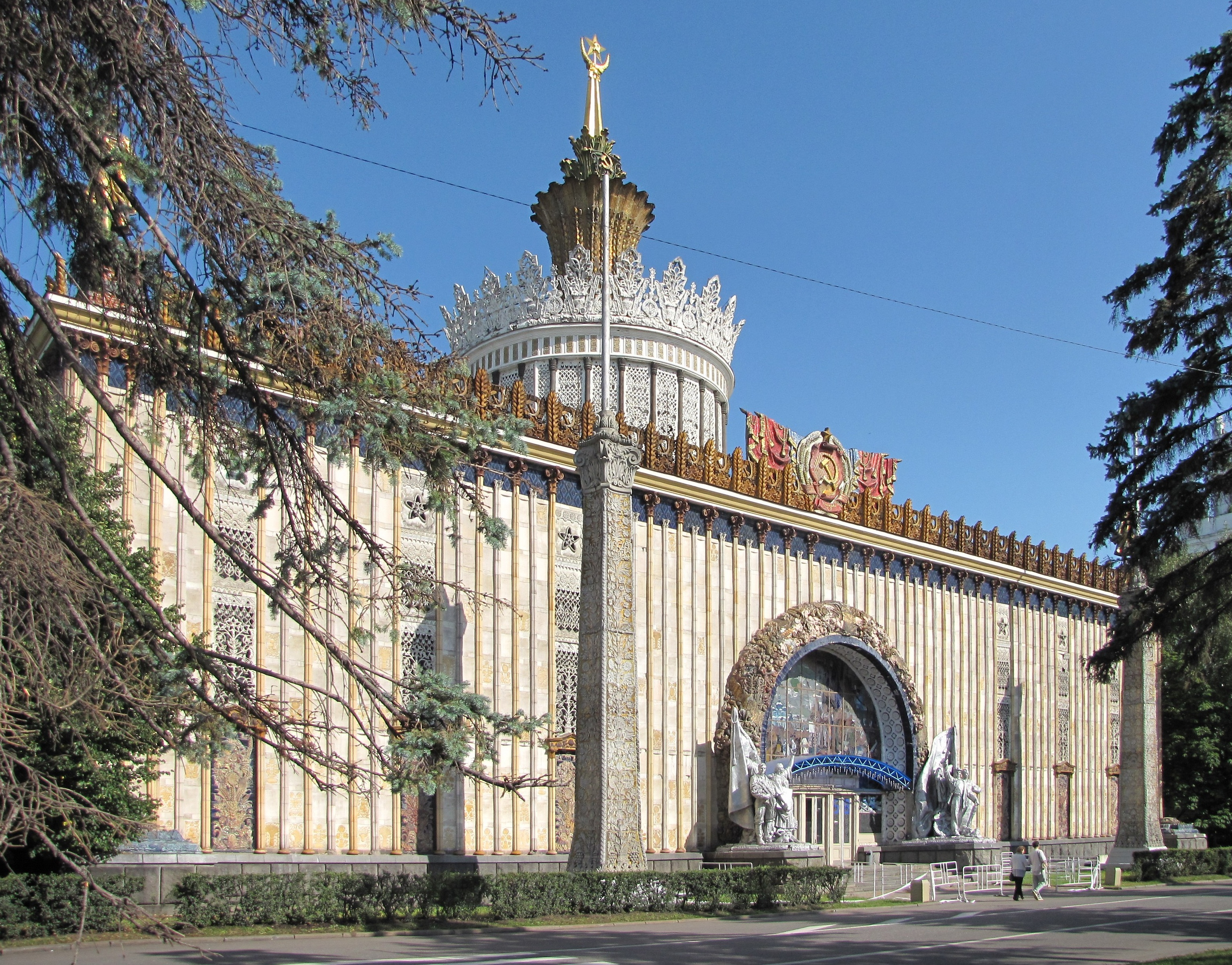
乌克兰馆
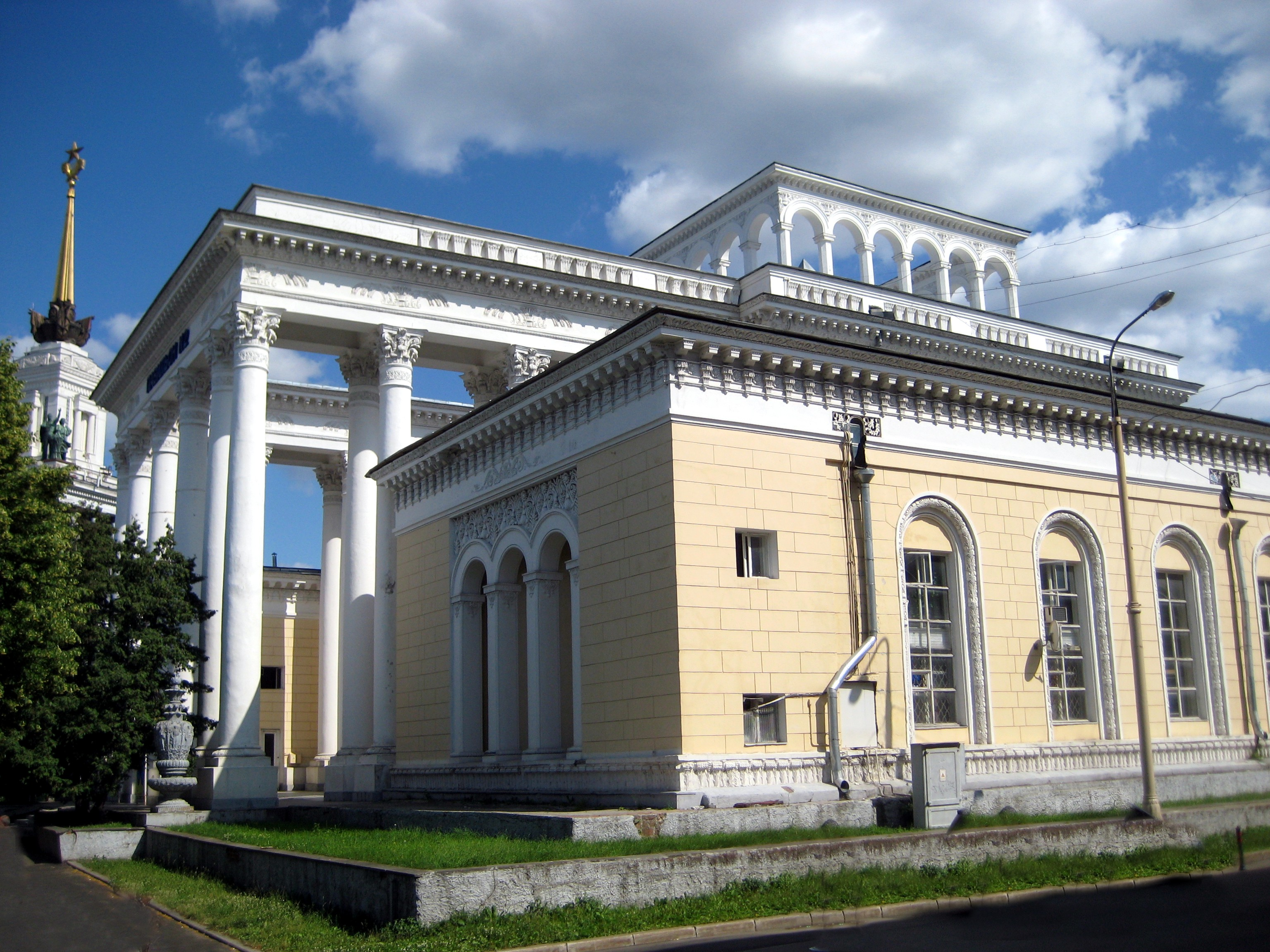
北高加索馆
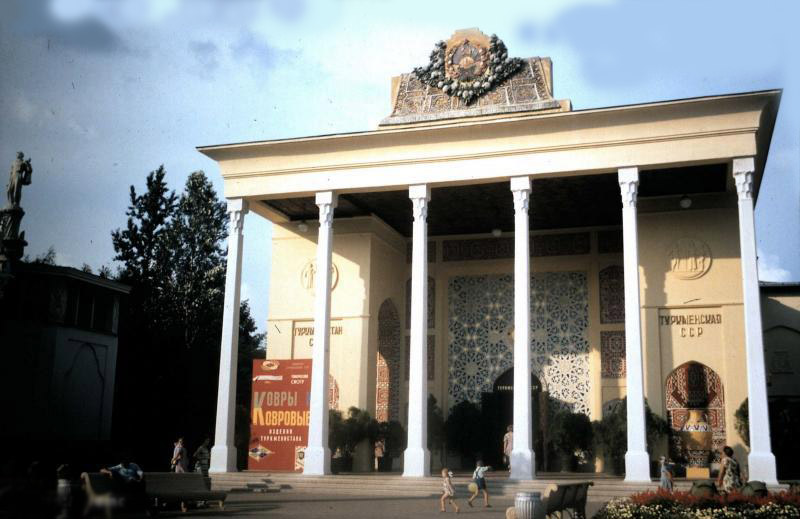
土库曼馆
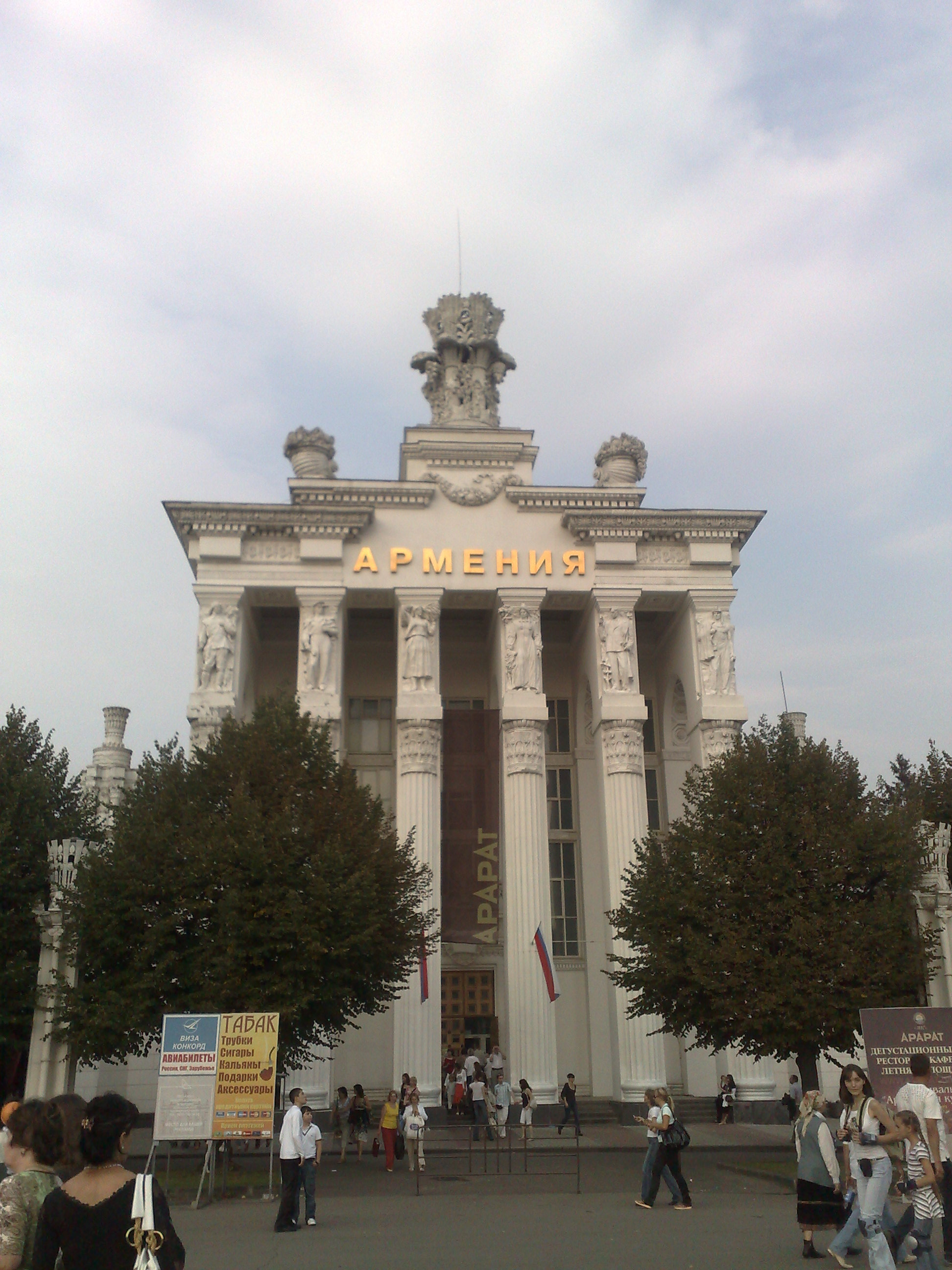
亚美尼亚馆
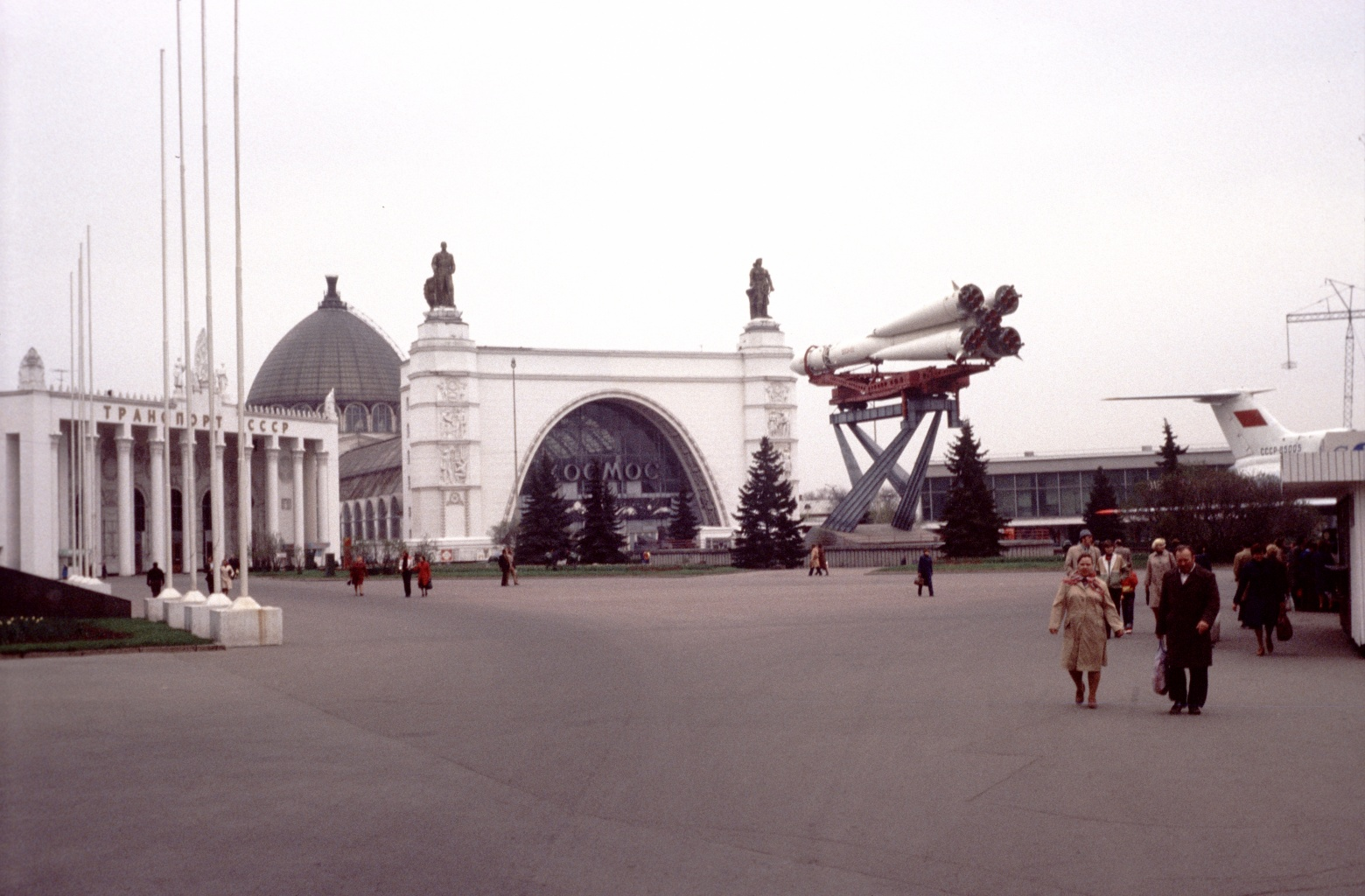
哈萨克馆

## 蘇聯解體後
1992年又改名为全俄展览中心（俄语：Всеросси́йский вы́ставочный центр，简称），2014年改为现名國家經濟成就展館。2021年11月26日，國家經濟成就展的冰场首次对市民开放。该冰场全部设施占地约5.3万平方米，是莫斯科最大的冰场。
莫斯科地铁6号线有一車站以此展览中心命名座落於展館的東南方，莫斯科單軌的展覽中心站則位於展館的西北方。

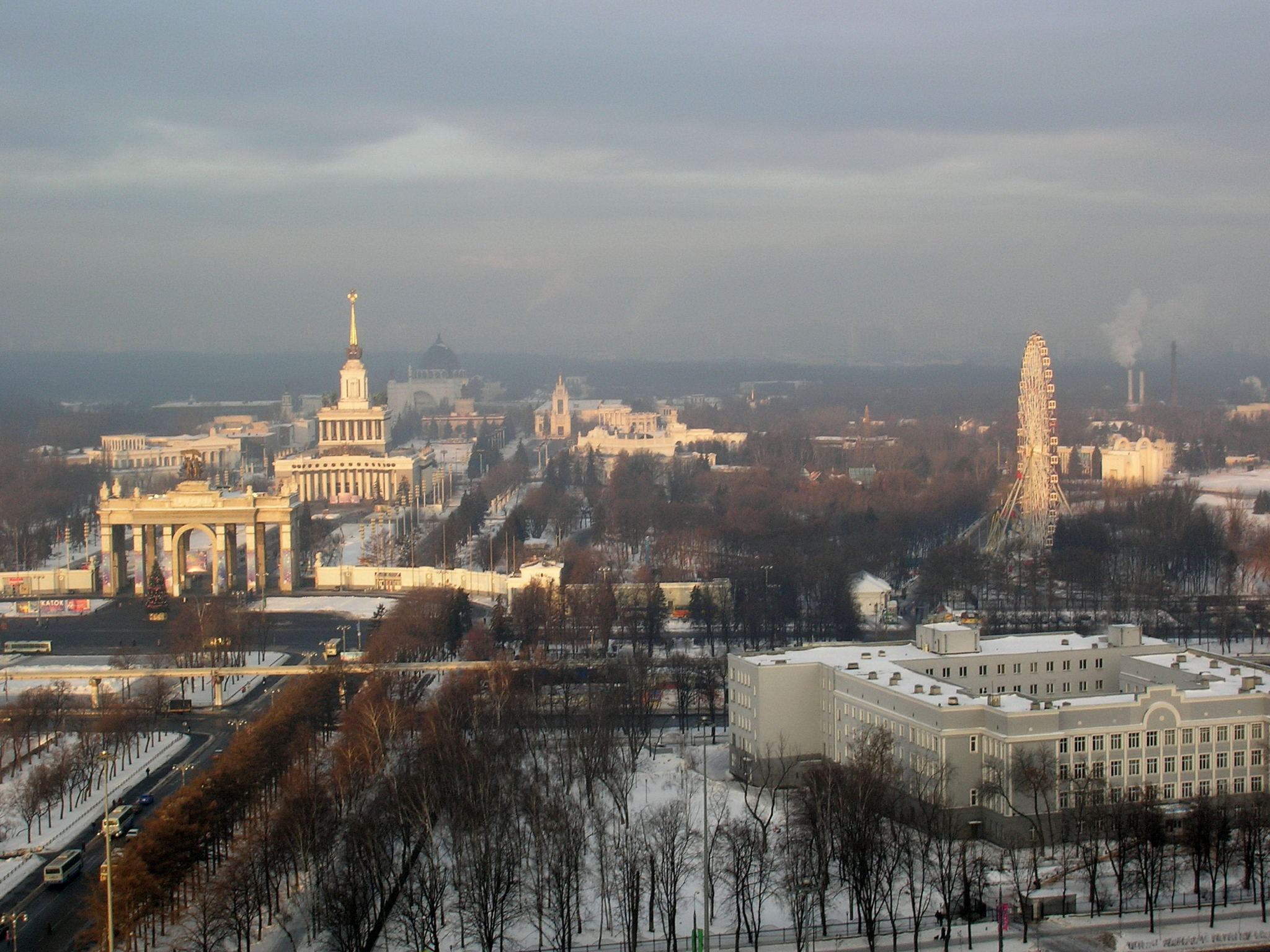
全俄展覽中心
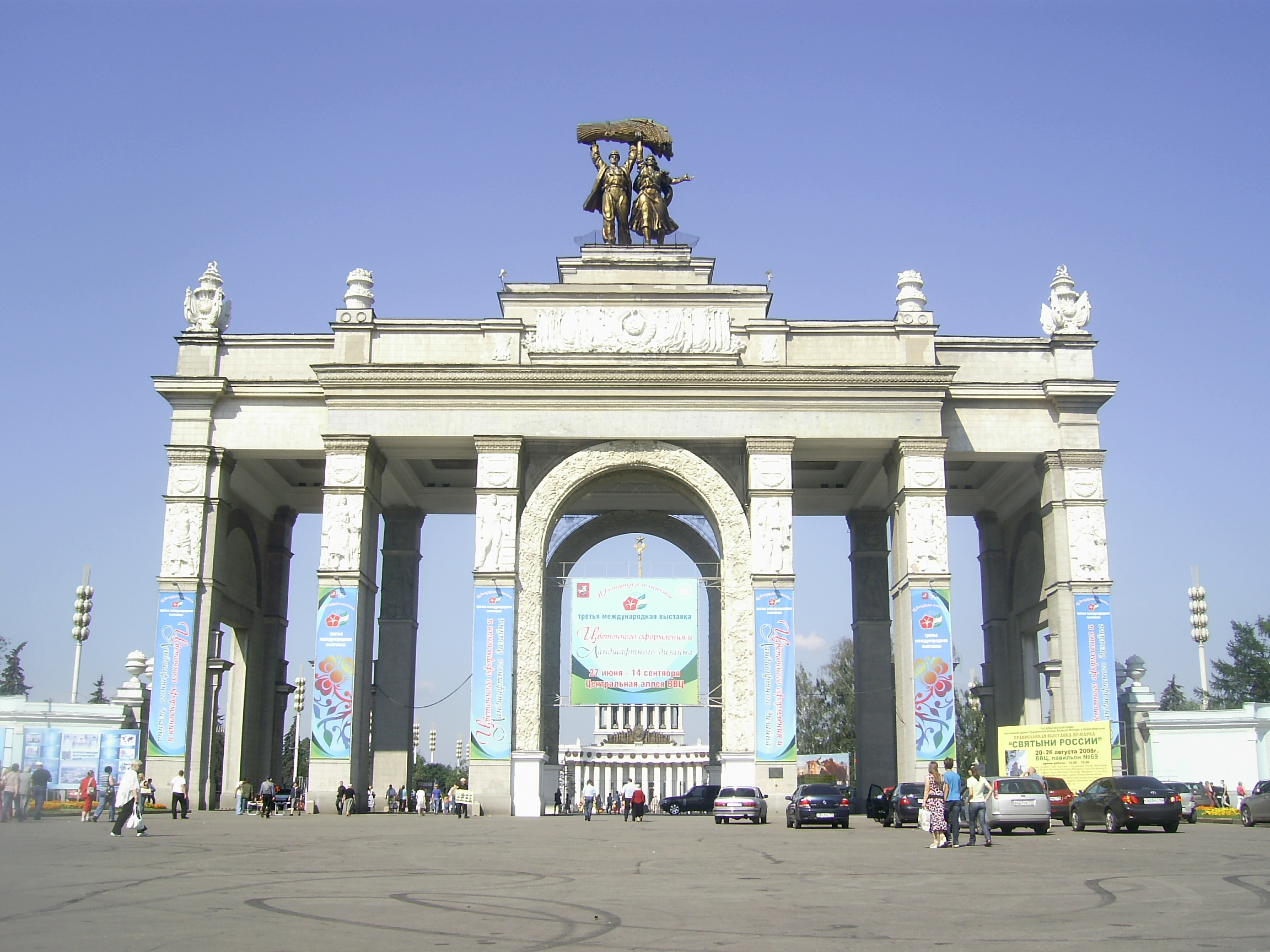
主入口
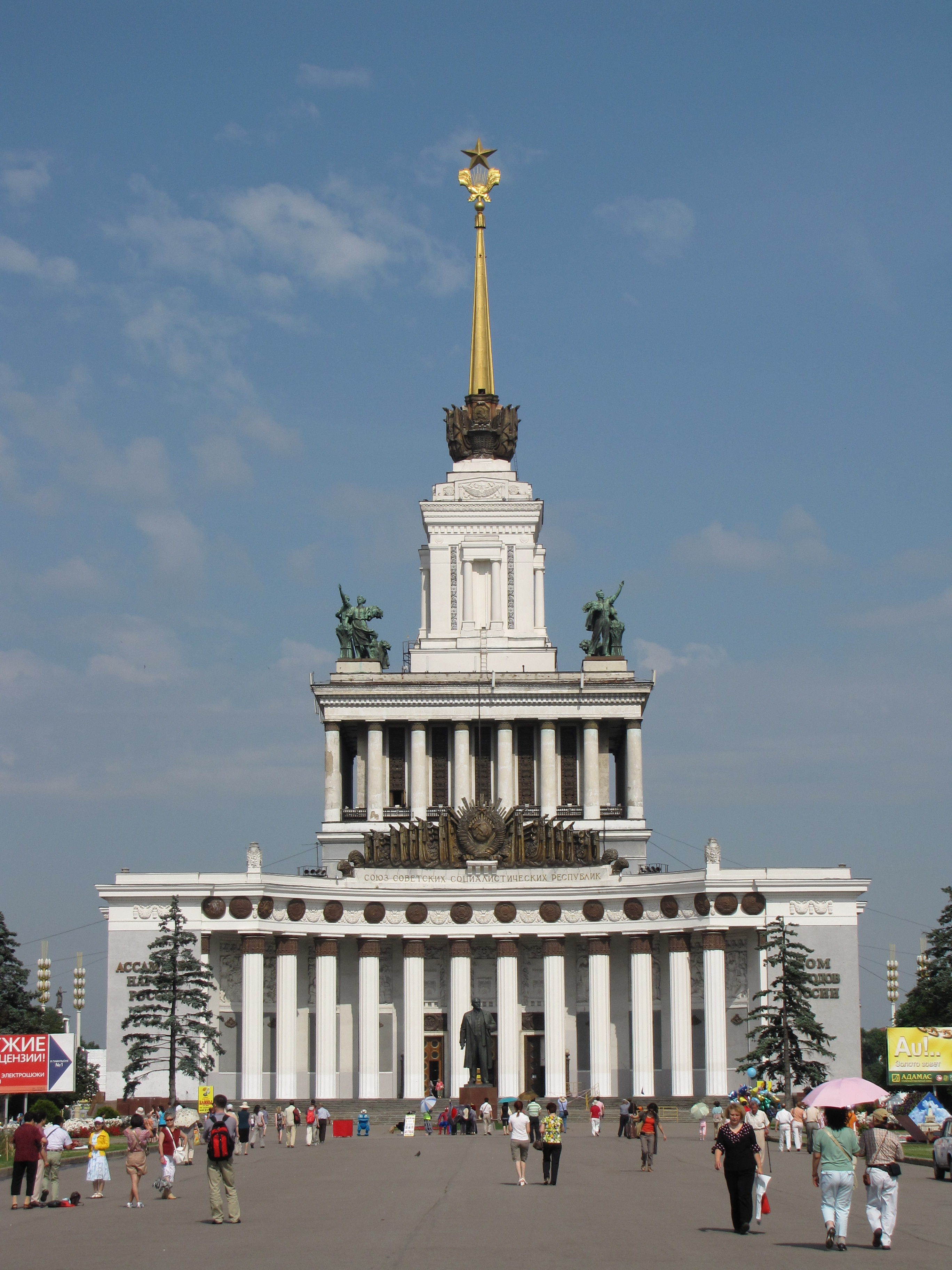
主展馆
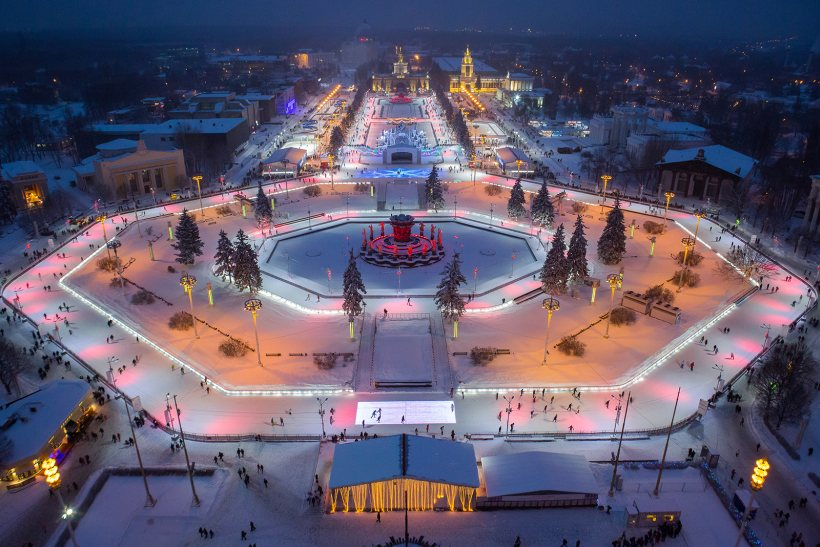
前面的植物园水池的喷泉
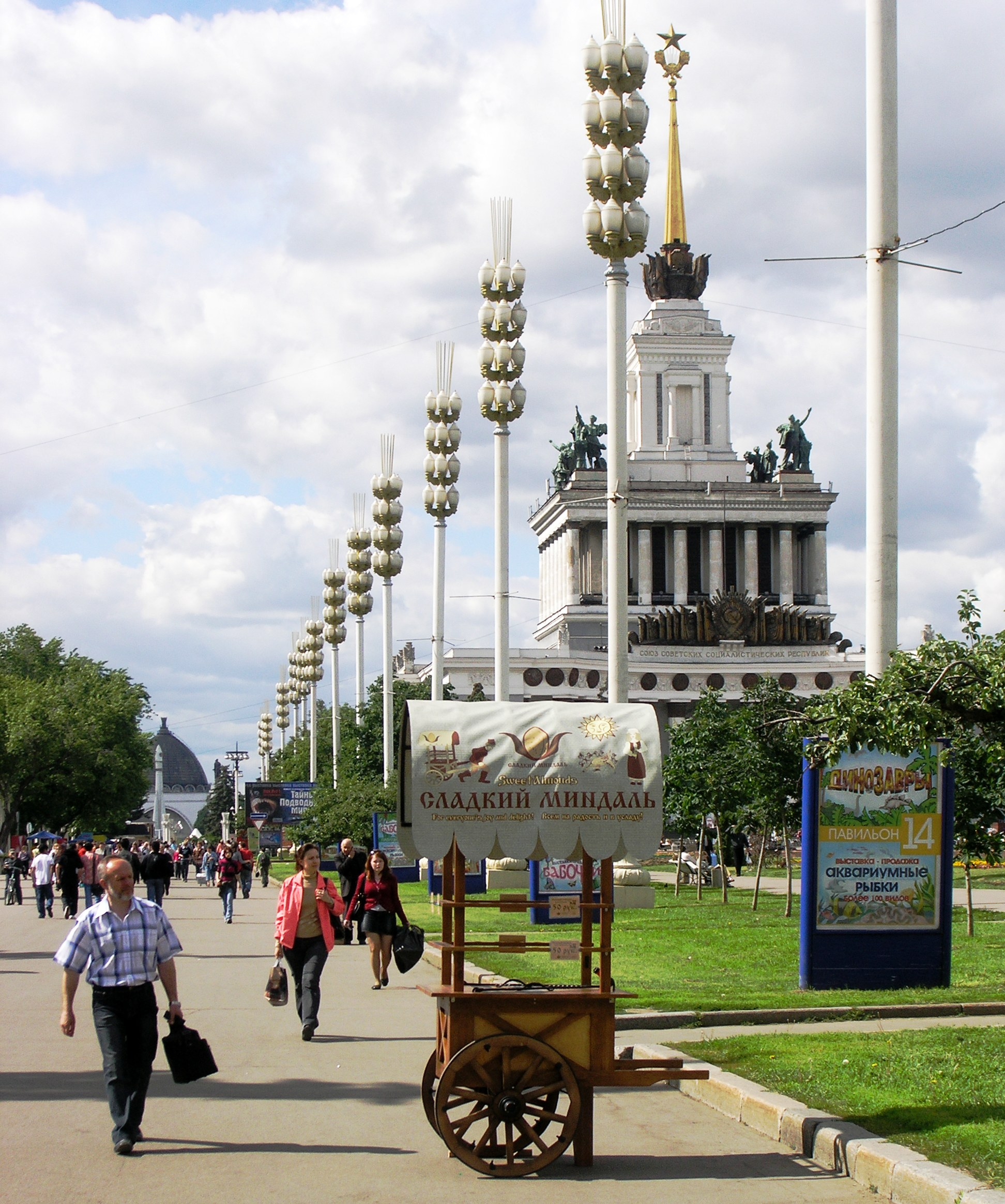
中心大街
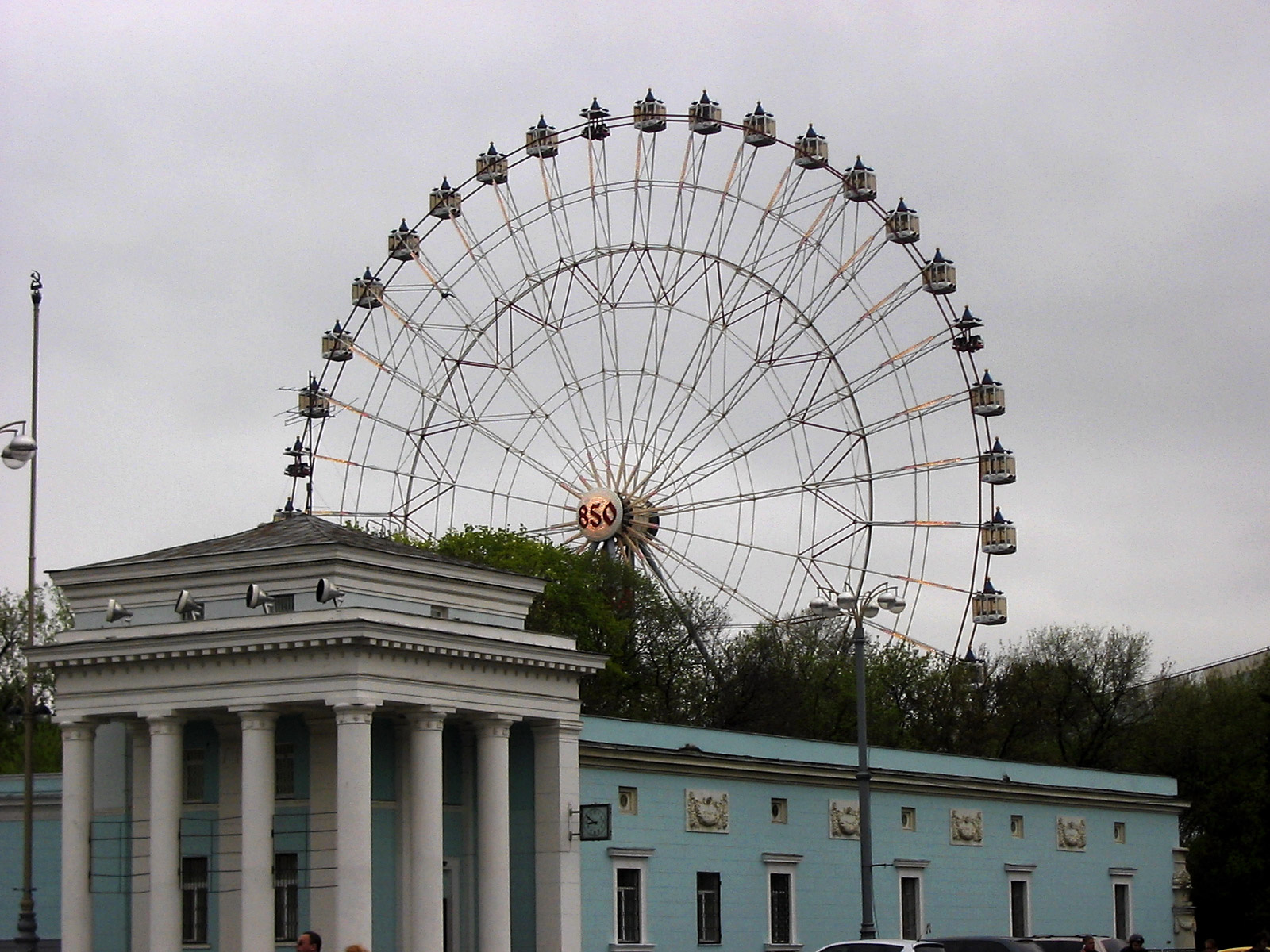
莫斯科850摩天轮
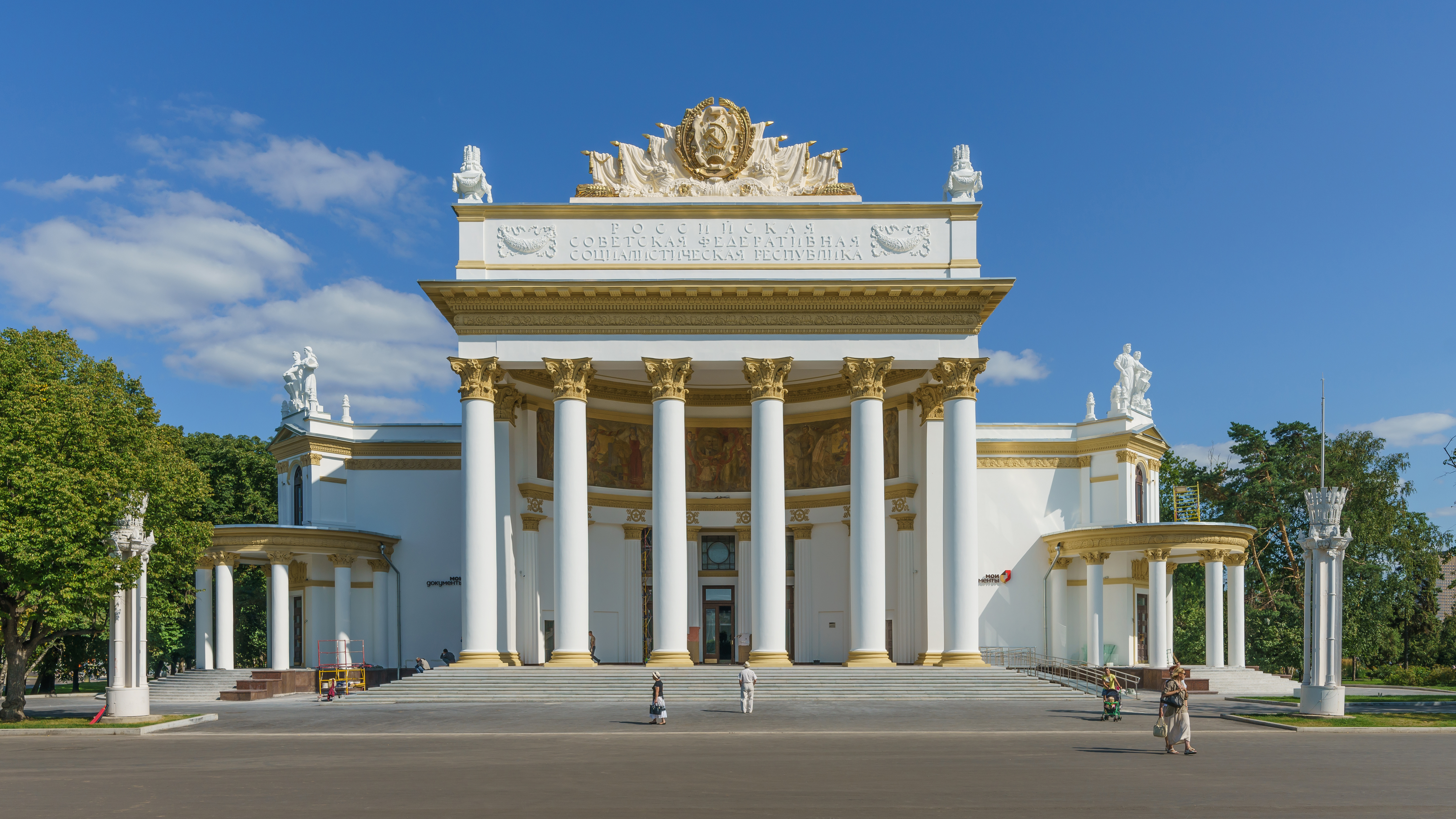
原子能馆
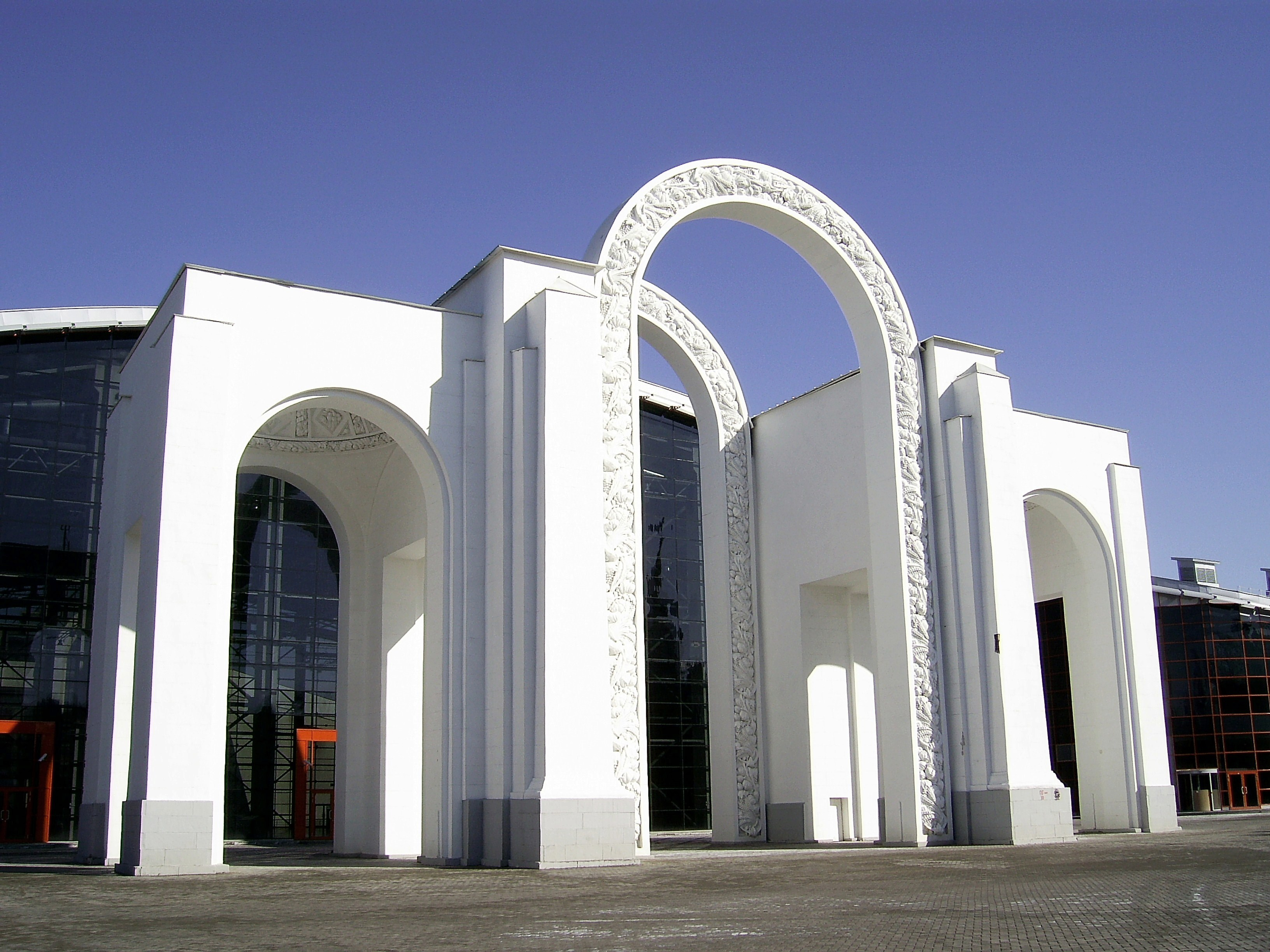
展览中心原主入口
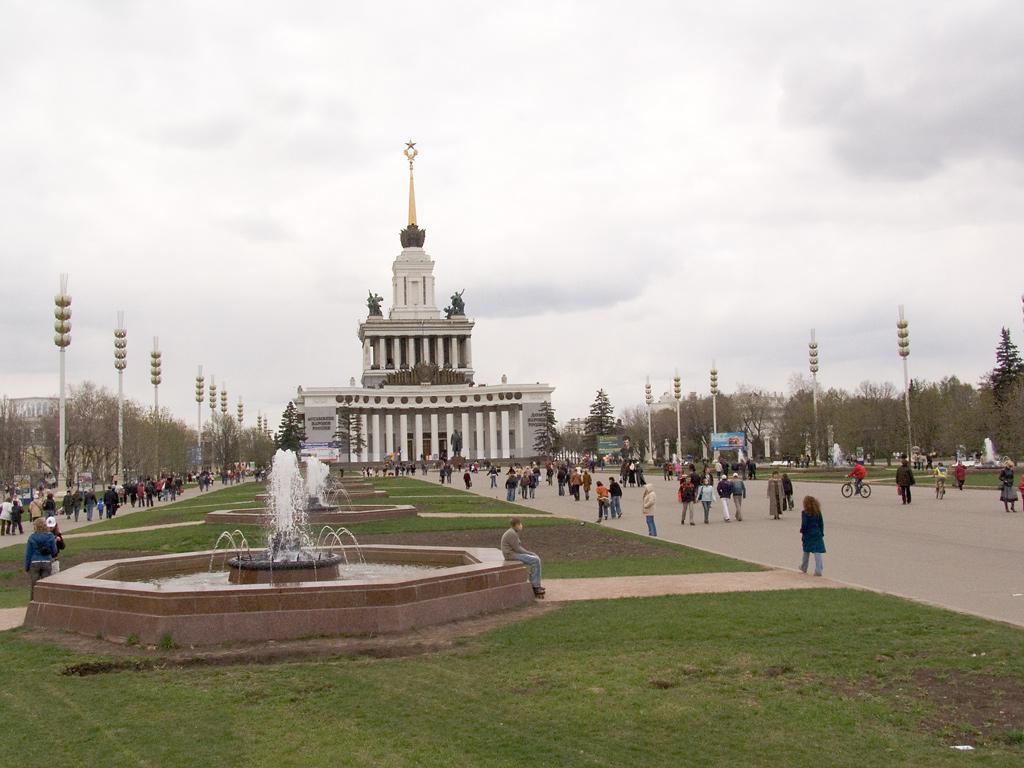
入口林荫大道的喷泉
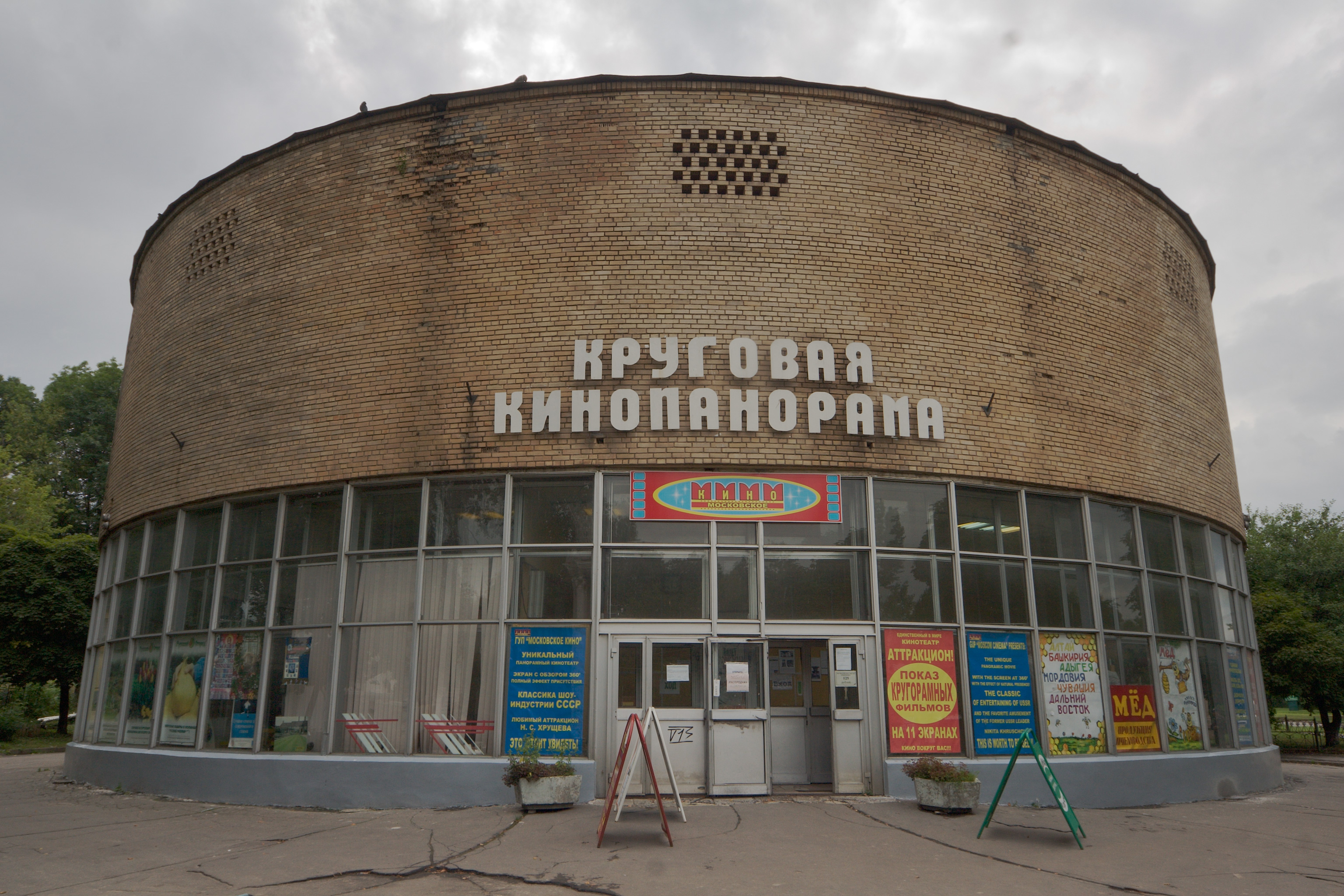
马戏院
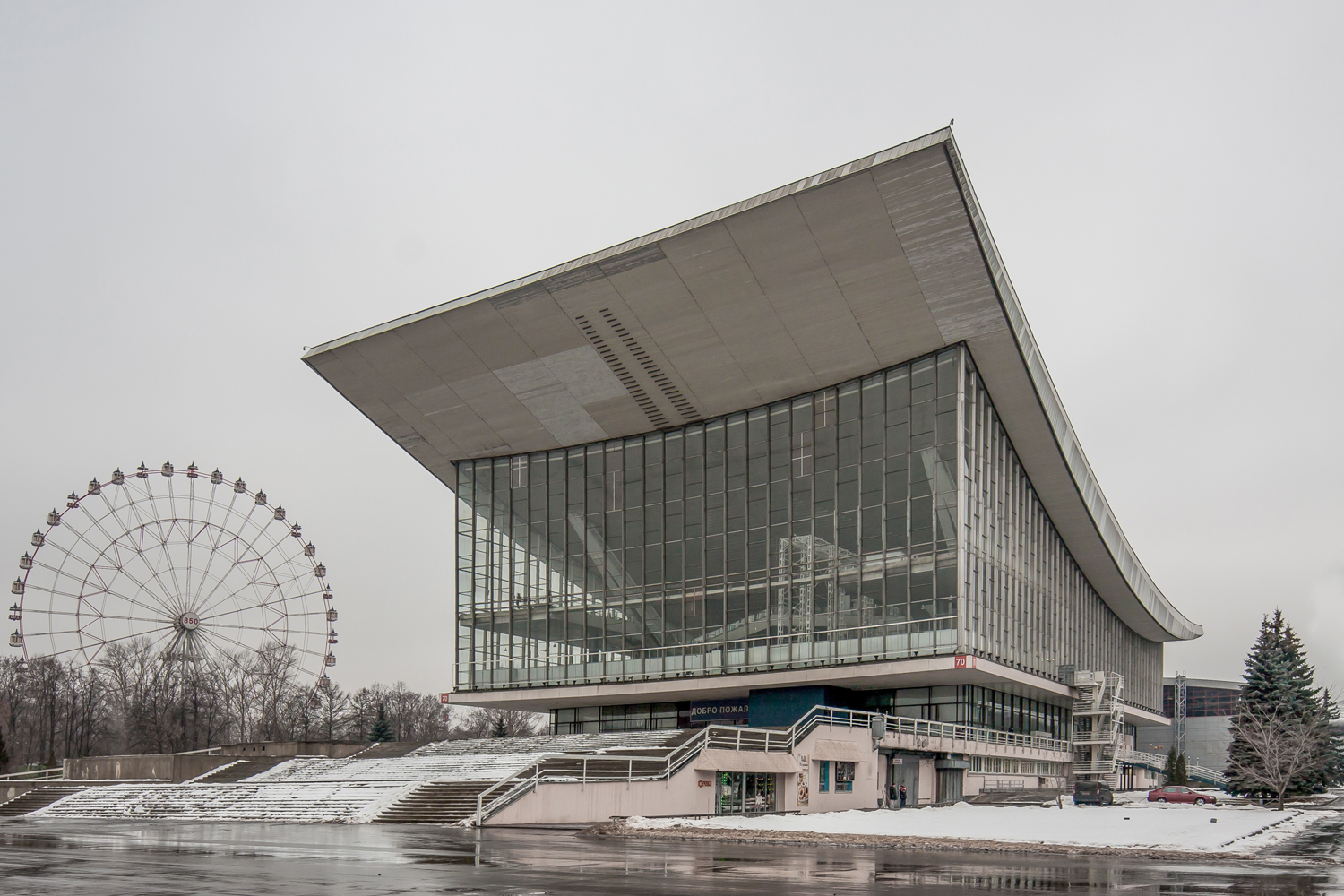
1967年世博会闭幕后苏联馆被拆除，并移至莫斯科。
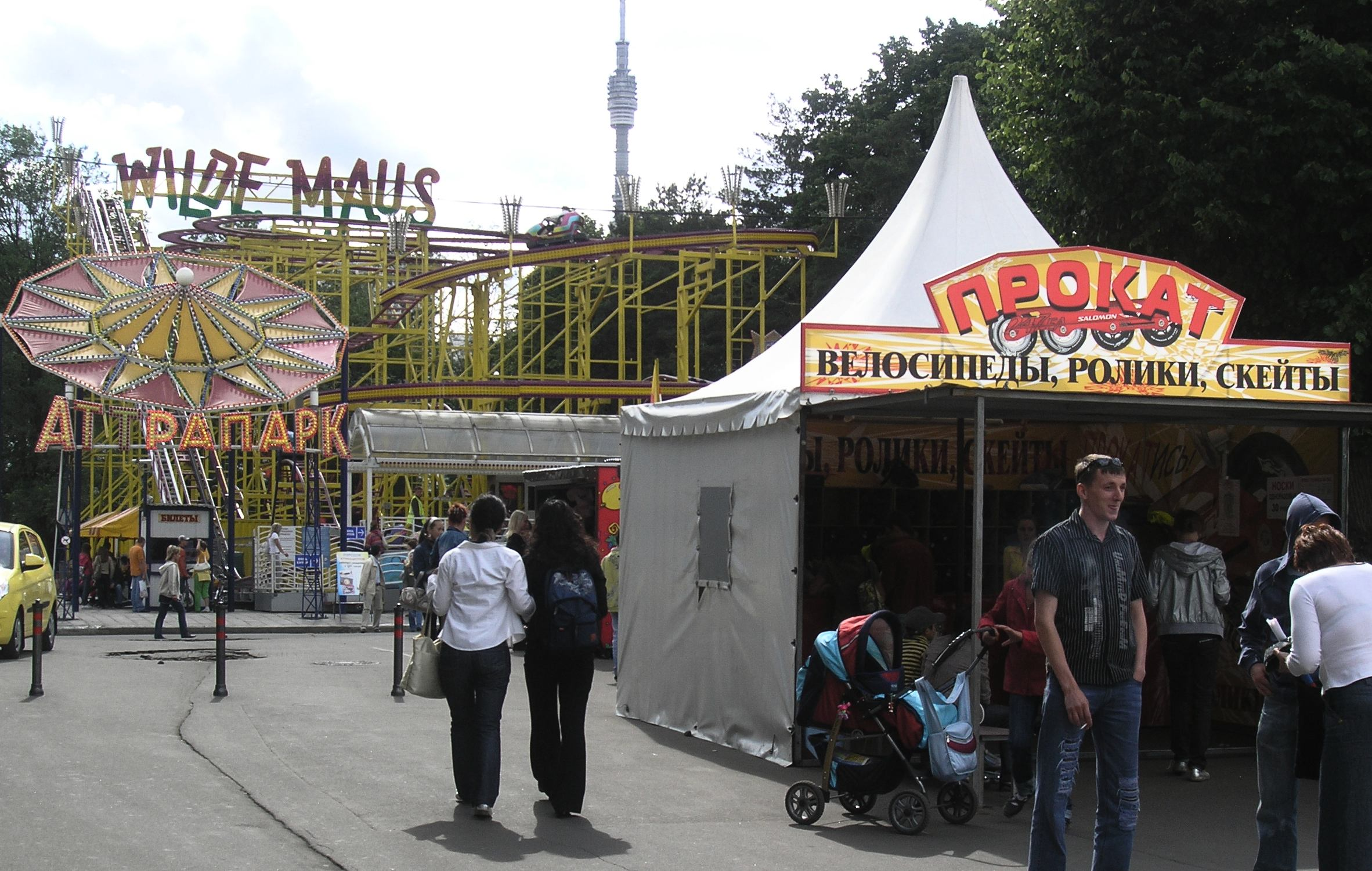
过山车入口
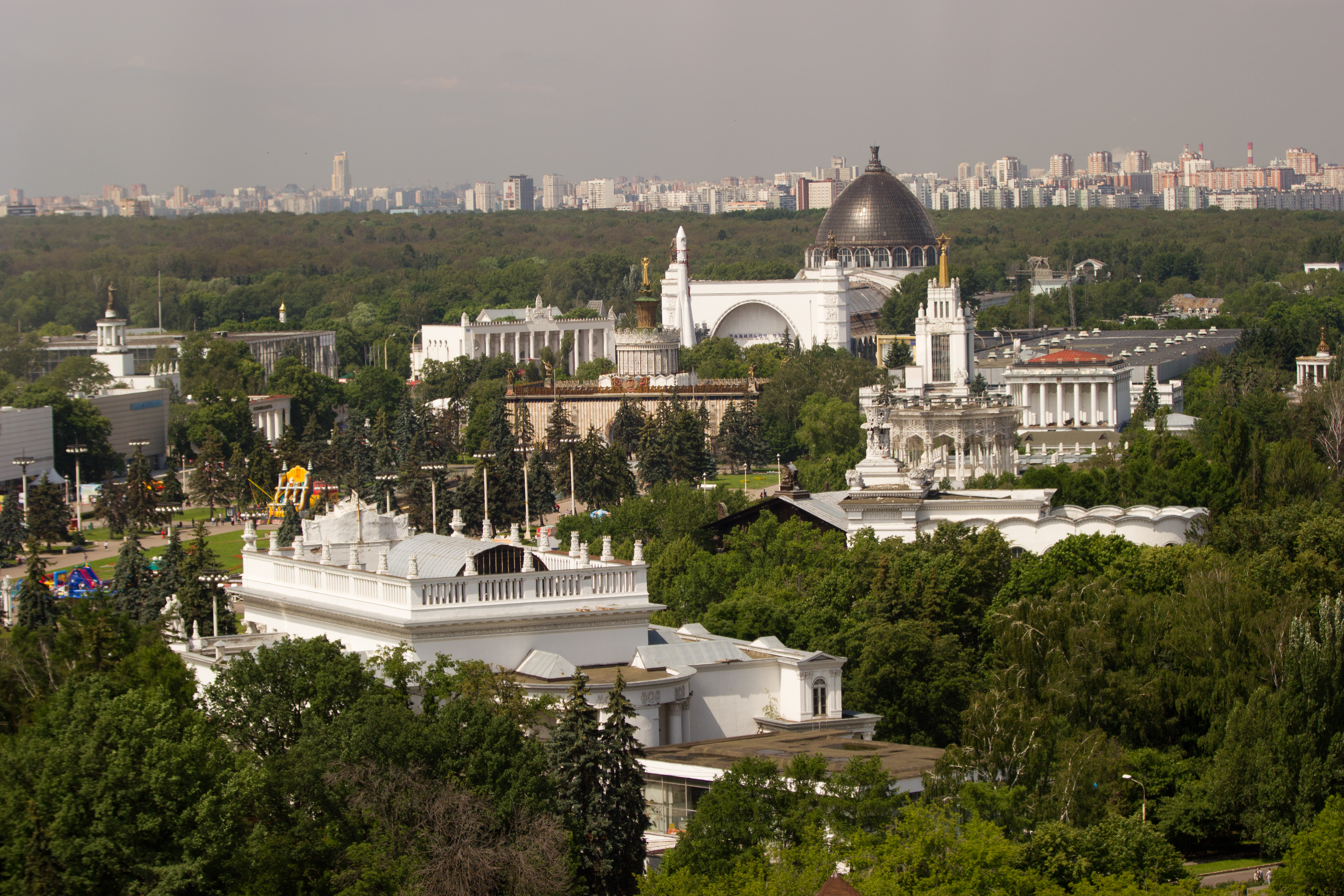
从摩天轮眺望
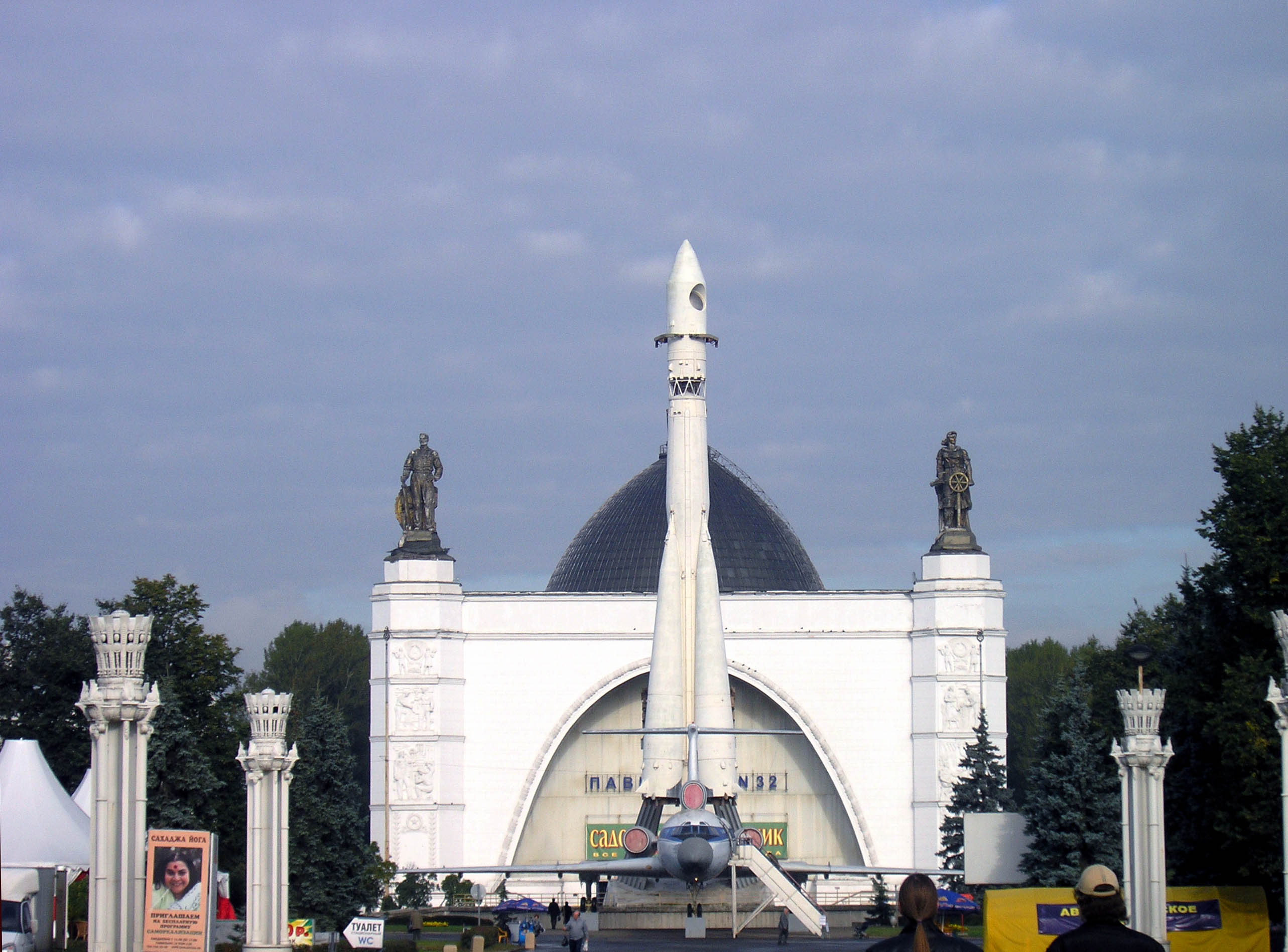
太空馆与东方火箭。馆前的图-154（注册号：SSSR-85005，生产号：70M005，1970年生产），型号005曾被用作飞行试验台
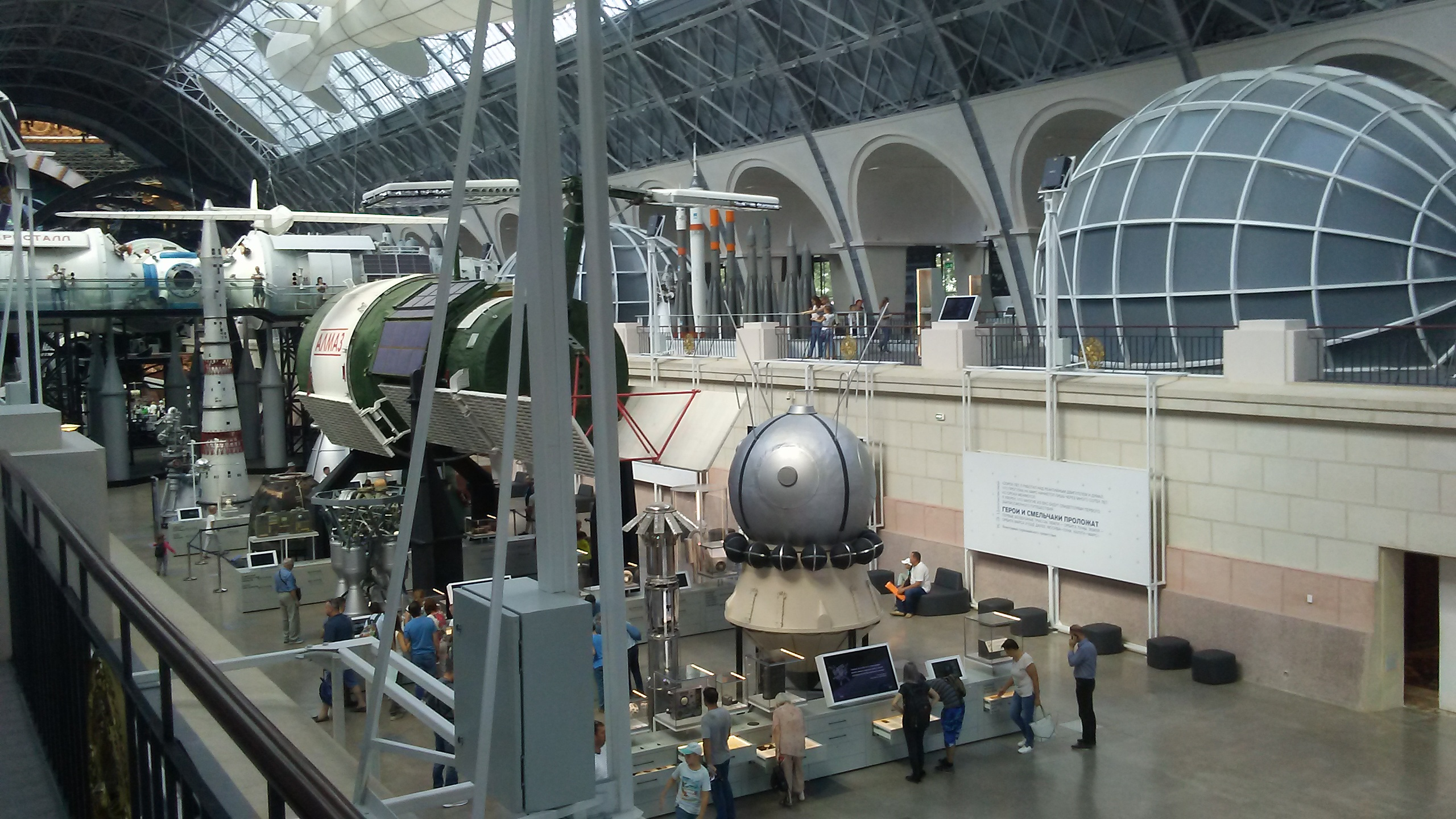
位于宇宙馆内的宇航和航空中心
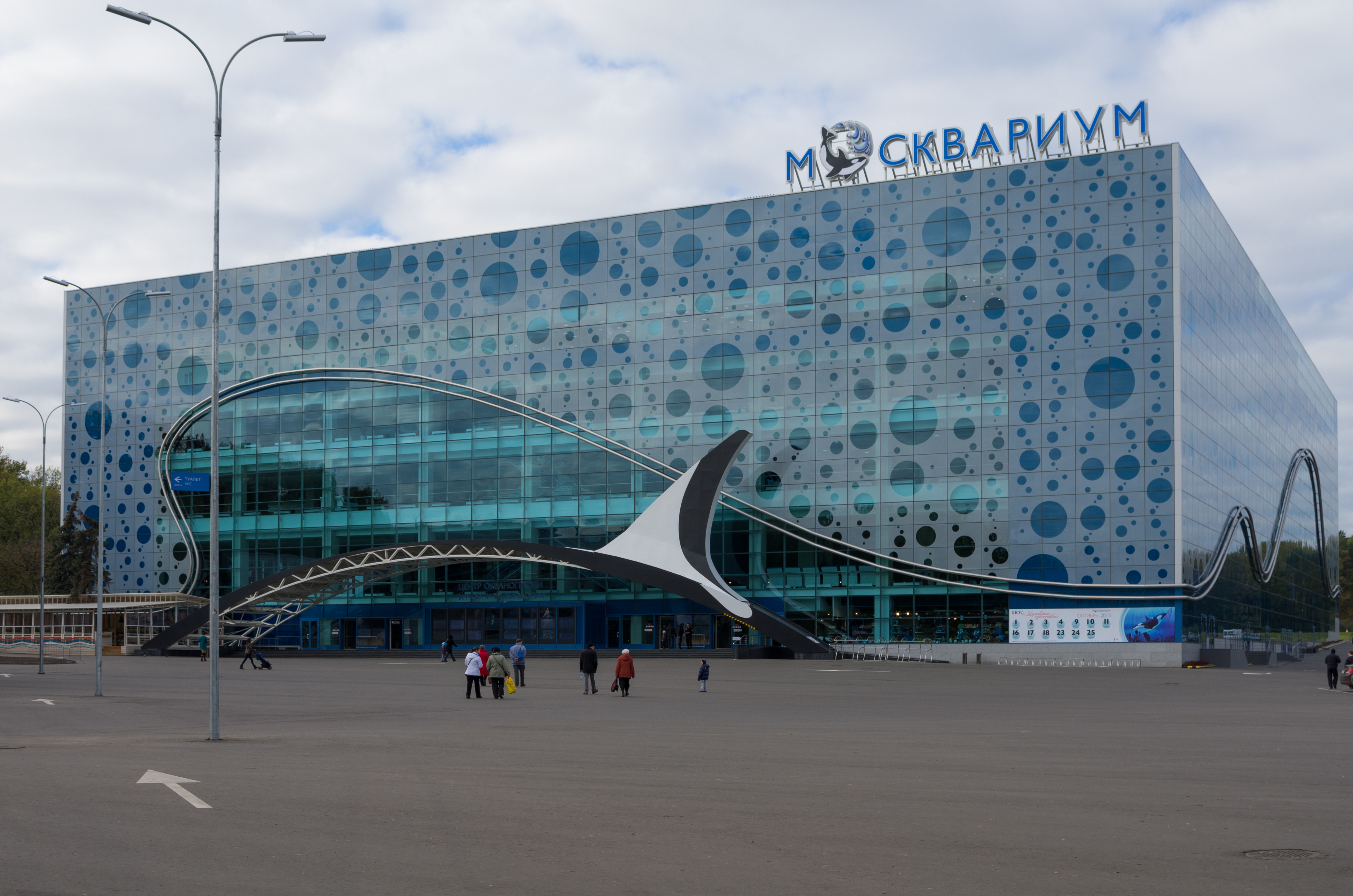
認識海洋中心，2015年開業的歐洲最大水族館，"Moskvarium"

## 外部連結
- 國經成就展（页面存档备份，存于）官方中文網頁